# Ophiclinus gabrieli
Ophiclinus gabrieli är en fiskart som beskrevs av Waite, 1906. Ophiclinus gabrieli ingår i släktet Ophiclinus och familjen Clinidae. Inga underarter finns listade i Catalogue of Life.